# Gemeentehuis van Anderlecht

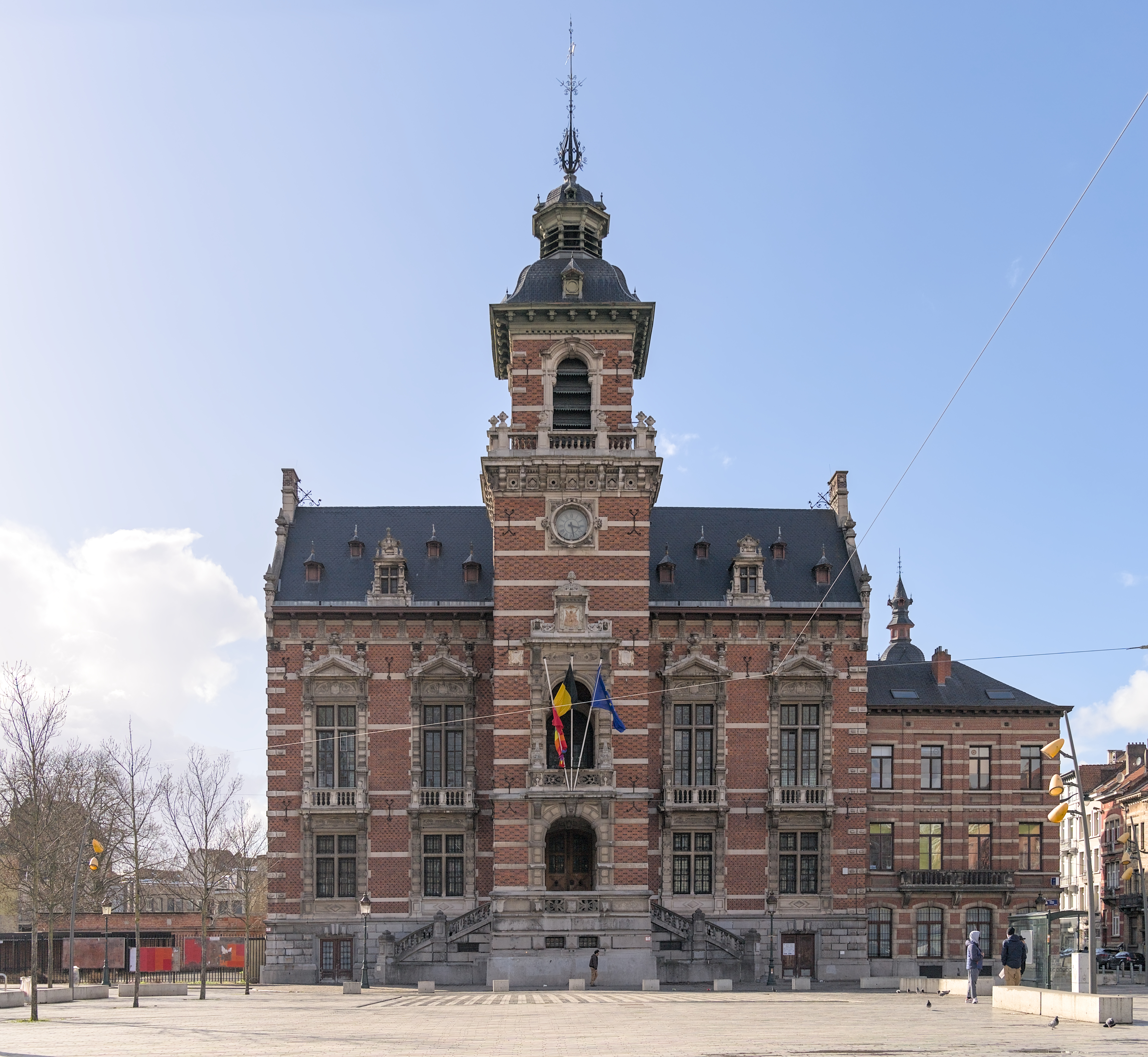
Gemeentehuis van Anderlecht

Het gemeentehuis van Anderlecht (Frans: Hôtel communal d'Anderlecht) is een gebouw in de Belgische gemeente Anderlecht in het Brussels Hoofdstedelijk Gewest. Het gebouw staat aan het Raadsplein 1 en is ontworpen door Belgisch architect Jules Jacques Van Ysendyck (1863-1901).

## Geschiedenis
De vastgoedmaatschappij bestond uit meerdere grondbezitters van verschillende wijken. Zij wilden van Kuregem het centrum van Anderlecht maken en daardoor moesten ze de hele wijk renoveren. Zo ontstond het Baraplein, de Fiennestraat en de Raadsplein. Deze terreinen kregen ze moeilijk verkocht en besloten om een zeer interessant aanbod voor te stellen aan de gemeente dat ze niet konden weigeren.
Op 29 juli 1872 besloot het schepencollege om op aanbod van het vastgoedmaatschappij uit Kuregem om 1000 vierkante meter over te kopen om een gemeentehuis te bouwen en 6000 vierkante meter tegenover het gemeentehuis aan te schaffen om een publiek plein aan te leggen. Het schepencollege kon zo een aanbod niet weigeren omdat sommige inwoners van de wijk die Kuregem onafhankelijk wilden maken.
In december 1872 stemde het schepencollege en de oppositie ten gunste van het project en organiseerde ze samen een wedstrijd om de toekomstige architect van het gemeentehuis te benoemen. Op 6 februari 1875 werd Belgisch architect Jules Jacques Van Ysendyck uitgeroepen tot winnaar. Hij was een van de voorgangers van het Vlaamse Neorenaissance en heeft ook de gemeentehuizen van Schaarbeek en Jette ontworpen.

## Gebouw
Het gebouw is rechthoekig gebouwd met zwarte en rode bakstenen en heeft een belfort van 48 meters hoog. Verschillende fresco's verwijzen naar de verschillende wijken in de gemeente: Biestebroeck, Kuregem, Neerpede, Veeweyde en de Broeck. De trappen van het gemeentehuis leiden tot een grote glazendeur gemaakt door de bekende glasblazer Henry Dobbelaere. In het glas werden er verschillende renaissance-symbolen geïntegreerd: fruit, vogels, linten, ... Het gebouwd werd op 3 augustus 1879 feestelijk geopend samen met de inwoners van Anderlecht. Later besloot het schepencollege om het gemeentehuis uit te breiden. Belgisch architect Ernest S'Jonghers werd gekozen om in de Van Lintstraat meerdere gebouwen te bouwen in dezelfde stijl als Van Ysendyck. De verschillende gebouwen werden tussen 1898 en 1903 geïnaugureerd.